# XMI
XMI (англ. XML Metadata Interchange) — стандарт консорціуму OMG, для обміну ме́та-інформацією за допомогою та на основі XML. Може застовуватися для будь-якої метамоделі, котра відповідає специфікації MOF (Meta-Object Facility), тобто включно й UML- моделі. Саме обмін UML- моделей між різними прикладними програмами і є головною областю використання XMI, проте можливості стандарту дозволяють використовувати його також для серіалізації об'єктів інших мов моделювання.
З вересня 2005 року актуальною версією специфікації стандарту є XMI версії 2.1. Загальновизнаною міжнародною організацією стандартизації прийнято стандарт ISO/IEC 19503:2005 XML Metadata Interchange (XMI).

## Технічні подробиці
XMI дозволяє ефективно використовувати чотири стандарти опису даних та моделювання систем:
- XML — eXtensible Markup Language, стандарт опису даних W3C
- UML — Unified Modeling Language, стандарт моделювання OMG
- MOF — Meta Object Facility, стандарт мета-моделювання OMG
- Стандартизовані правила відображення MOF-моделей у форматі XMI (англ. MOF to XMI Mapping)

Інтеграція цих чотирьох стандартів дозволяє розробникам обмінюватись об'єктними моделями та іншою мета-інформацією незалежно від інструментів використаних для їх розробки.
Існує декілька версій XMI: 1.0, 1.1, 1.2, 2.0 і 2.1. Слід зауважити, що використання нової технології специфікації документів XML (XSD) починаючи з версії 2.0 відчутно змінило стандарт XMI порівняно з версіями 1.x.
Окрім XMI існують також інші XML-базовані стандарти опису та обміну мета-інформації. Наприклад: Web Ontology Language (OWL) розроблений для Resource Description Framework (RDF).    